# Kamondi Zoltán
Kamondi Zoltán (Budapest, 1960. április 6. – Budapest, 2016. március 17.) Balázs Béla-díjas magyar filmrendező, forgatókönyvíró, producer.

## Életpályája
Egyetemi tanulmányait az ELTE matematika szakán kezdte, majd a bölcsészkar filozófia szakán folytatta. Filmrendezői diplomáját 1988-ban szerezte a Színház- és Filmművészeti Főiskolán. Rövidfilmjei számos díjat nyertek fesztiválokon. 1986 és 1988 között a Balázs Béla Stúdió vezetőségének tagja volt. 1989-ben, a romániai forradalom alatt haditudósítóként dolgozott a japán és a francia televízió megbízásából, valamint tudósítója volt a Szabad Európa Rádiónak. Ez idő alatt Makk Károllyal is dolgozott, mint forgatókönyvíró és társrendező.
Első játékfilmjét 1990-ben forgatta Halálutak és angyalok címmel, melynek bemutatója a cannes-i filmfesztiválon volt. Második játékfilmjét Az alkimista és a szűz címmel rendezte, 1999-ben mutatták be. 2001-ben huszonöt órás dokumentumfilmet rendezett Petri György költő életéről és munkásságáról, In Memoriam Petri György címmel. Az interjú közvetlenül a költő halála előtt készült. 2002-ben miután befejezte következő filmjét, a Kísértéseket, tanítani kezdett a Színház- és Filmművészeti Egyetemen.
2006-ban befejezte Dolina című, 2000-ben megkezdett negyedik játékfilmjét, amely Bodor Ádám Az érsek látogatása című novellája alapján készült, és amelyet 2007-ben mutattak be. A Magyar Filmszemlén a Legjobb Látvány díját kapta. Karlovy Vary-ban jelölve volt a Kristály Glóbusz díjra. Díjat nyert több fesztiválon, az USA-ban hármat. 2009-ben producerként bemutatta az „1” című filmet Pater Sparrow rendezésében. Ezt követően forgatókönyvíróként, rendezőként és producerként dolgozott.
Váratlanul hunyt el, 2016. április 13-án búcsúztatták a budapesti Farkasréti temetőben.

### Színházi pályája
1992-ben kezdett színházban dolgozni. 1993-ban kísérleti műhelyt alapított Pécsett, itt rendezte a Szív bűnei című előadást. 1994-ben kezdett a Miskolci Nemzeti Színházban dolgozni, ahol a Salomét rendezte. A darab az Országos Színházi Találkozón a legjobb női alakítás díját nyerte és a kritikusok az évad legjobb előadásának tartották. 1996-ban Miskolcon is kísérleti színházi műhelyt alapított Csarnok Kultusz Motel néven. Az Egymást érintő című előadássorozat az ő ötletéből jött létre, s az első darabját is ő rendezte. A négy évig folytatódó sorozat szakmai és közönségsikert ért el. 1998-ban a British Council támogatásával Londonba utazott, hogy az ottani színházi életet tanulmányozhassa. A Holland Színházi Intézet meghívására részt vett az Amsterdami Színház Fesztiválon. Ugyanebben az évben saját társulatával, a Bolygó Kultusz Motel tagjaival megrendezte a Candide-ot a Thália Színházban.

## Színházi rendezései
A Színházi adattárban regisztrált bemutatóinak száma: 8..
- 1992: Szentivánéji álom, színházi előadás, Arany János Színház, Kamaraterem
- 1993–1994: A szív bűnei, színházi előadás, Pécsi Nemzeti Színház, kísérleti műhely

Országos Színházi Találkozó – A legjobb előadás díja, a legjobb női főszereplő díja, a legjobb díszlet díja, a legjobb jelmez díja (1994)
- 1994: Salome, Színházi előadás, Miskolci Nemzeti Színház

Országos Színházi Találkozó – A legjobb női főszereplő díja (1995)
- 1996–1997: Csarnok Kultusz Motel
- 1996: Egymást Érintő

Alternatív Színházi Szemle – Fődíj (1999)
- 1997–1999: Bolygó Kultusz Motel

Alternatív Színházi Szemle, Budapest. Fődíj az Egymást érintő Elfeledett álom című előadásáért
- 1998: Candide

Magyar Színikritikusok díja – Az évad legjobb zenés előadása (1999)
- 2010: Mindent Anyámról

## Kisjátékfilmek és dokumentumfilmek
- 1983: Ardor
- 1984: Csirkegyár
- 1985: Kiki és a hímek

1986 – Nyugat-Berlini Rövidfilmfesztivál – A legjobb rendezés
1987 – Amerikai Filmakadémia, Los Angeles (1987): „Diák” Oscar jelölés
- 1989: Párhuzamos anyagcserék, dokumentumfilm
- 1990: Videoszótár
- 1992: Paul Klee levelei
- 1993: A gavallér és a szűzek
- 1996: Arany nyugágy, Videojátékfilm, MTV FMS

1996 –  27. Magyar Játékfilmszemle – A legjobb rendezés díja, Kisjátékfilm kategória
1997 – Magyar Filmkritikusok díja – Díj az innovatív dimenziókért és formákért
1997 – A Magyar Televízió Nívódíja
- 1993–2002: Magyar tarka, Videoportrék, MTV Opal-Aster Film

1995 – Mediawave Nemzetközi Rövidfilm Fesztivál – I. díj, dokumentumfilm kategória
- 2001: Petri György

## Nagyjátékfilmek
- 1987: Tudatalatti megálló (befejezetlen játékfilm, BBS-FMS-Objektív Stúdió)
- 1991: Halálutak és angyalok

1991 – San Remó-i Filmfesztivál – Legjobb filmzene
1991 – Cannes-i filmfesztivál – „Un Certain Regard” beválasztás
- 1999: Az alkimista és a szűz

1999 – 10. Manchesteri Nemzetközi Filmfesztivál – Független Film kategória, Legjobb játékfilm
1999 – Prix Europa, Berlin – Európa-díj, 4. hely
2000 – Magyar Filmkritikusok Díja – Legjobb operatőr, Legjobb női főszereplő
- 2002: Kísértések

2002 – 52. Berlini Nemzetközi Filmfesztivál – Arany Medve jelölés
2002 – 33. Magyar Filmszemle – Legjobb rendezés, Legjobb operatőr, Legjobb színészi alakítás
2002 – „Love is Folly”, Bolgár nemzetközi filmfesztivál, Várna – A zsűri különdíja a kiemelkedő filmnyelvi értékekért
2002 – 23. Nemzetközi „Manuki Brothers” Kamera Fesztivál, Macedónia – Bronz Kamera
2002 – 8. Pyongyang Nemzetközi Filmfesztivál – Legjobb fényképezés
2003 – Magyar Filmkritikusok Díja – Legjobb forgatókönyv
- 2007: Dolina  (Az érsek látogatása)

2007 – 38. Magyar Filmszemle – Legjobb látvány díja a rendezőnek, az operatőrnek, a látványtervezőnek és a jelmeztervezőnek
2007 – 42. Karlovy Vary Filmfesztivál – Kristály Glóbusz jelölés
2008 – 28. „Manaki Brothers" nemzetközi operatőr fesztivál – A zsűri külön diplomája az operatőrnek
2008 – Magyar Filmkritikusok Díja – Legjobb operatőr díja
2008 – Moziháló, Magyarország – Legjobb filmhonlap
2008 – 28. Fantasporto Nemzetközi Filmfesztivál, Portugália – Legjobb operatőr
2008 – Tiburon Nemzetközi Filmfesztivál, USA – Golden Reel Award, Legjobb rendező díja
2008 – Syracuse Nemzetközi Filmfesztivál, USA - A Zsűri Díja kiemelkedő látványért, művészeti vezetésért és kosztümökért, Legjobb operatőr díja
- 2008: 1  (mint producer)

2009 – 40. magyar Filmszemle, Budapest – Legjobb látvány, Legjobb operatőr, Arany Olló-díj Legjobb vágás, Legjobb Producer, Diák Zsűri, Legjobb Elsőfilmes díj
2009 – 16. Grada Fiatal Filmrendezől – Közönségdíj
2010 – Magyar Filmkritikusok Díja – Legjobb látvány
2010 – 30. Fantasporto Nemzetközi Filmfesztivál – Legjobb rendező, Legjobb színész
- 2016: Halj már meg!

## Díjai
2003 – Balázs Béla-díj
- Kiki és a hímek

1986 – Nyugat-Berlini Rövidfilmfesztivál – A legjobb rendezés
- Halálutak és angyalok

1996 –  27. Magyar Játékfilmszemle – A legjobb rendezés díja, Kisjátékfilm kategória
- Magyar tarka

1995 – Mediawave Nemzetközi Rövidfilm Fesztivál – I. díj, dokumentumfilm kategória
- Arany nyugágy

1996 –  27. Magyar Játékfilmszemle – A legjobb rendezés díja, Kisjátékfilm kategória
- Alkimista és a szűz

1999 – 10. Manchesteri Nemzetközi Filmfesztivál – Független Film kategória, Legjobb játékfilm
- Kísértések

2002 – 33. Magyar Filmszemle – Legjobb rendezés
- Dolina

2008 – Tiburon Nemzetközi Filmfesztivál, USA – Golden Reel Award, Legjobb rendező díja
- 1

2009 – 40. Magyar Filmszemle, Budapest – Legjobb Producer